# 이천 이평리 석불입상
이천 이평리석불입상(利川 泥坪里 石佛立像)은 대한민국 경기도 이천시 마장면 이평리에 있는 석불입상이다. 1985년 9월 20일 경기도의 문화재자료 제70호로 지정되었다.

## 개요
경기도 이천시 마장면 이평리에 있는 여래입상으로 하반신이 파손되었을 뿐만 아니라 마멸이 심하다.
머리에는 상투 모양의 머리묶음이 낮게 표현되었으며, 얼굴은 마멸이 심해 세부표현을 알 수 없지만 타원형의 통통한 모습이었을 것으로 생각된다. 목은 얼굴로부터 어깨선이 바로 이어져 거의 표현되지 않았으며, 어깨는 왼쪽으로 약간 기울어져 있다. 가슴은 볼륨감이 없으며, 양쪽 어깨에 걸치고 있는 두꺼운 옷은 어깨로부터 굵은 옷주름이 U자형을 그리며 표현되었다. 오른손은 무릎으로 내렸으나 손목 이하는 확인할 수 없으며, 왼손은 살짝 구부리고 있다.
이 불상은 왼쪽으로 기운 어깨, 두껍고 간략한 옷주름, 볼륨감 없는 가슴 등에서 고려시대 불상의 양식을 잘 보여주고 있다.

## 참고 문헌
- 이평리석불입상 - 국가유산청 국가유산포털